# Conservatorio Nacional de Música (Argentina)
El Conservatorio Nacional de Música fue un organismo federal argentino cuya sede se ubicaba en el cruce de las avenidas Callao y Las Heras, en la ciudad de Buenos Aires. Fue fundado por el compositor Carlos López Buchardo en 1924 y en 1982 se trasladó a su sede en avenida Córdoba 2445. 
El origen del “Conservatorio de Música de la Ciudad de Buenos Aires” se remonta a 1989, cuando el Ministerio de Educación y Justicia da la Resolución 643/89   dividiendo el "Conservatorio Nacional de Música Carlos López Buchardo” en dos establecimientos: 
- Escuela Nacional de Música (ciclo Inicial y Primer Ciclo)
- Conservatorio Nacional Superior de Música (ciclo Medio y Ciclo Superior), ambas con estructuras administrativas independientes.

Con la Ley 24.049, promulgada el 2 de enero de 1992, se transfiere el Ciclo Medio de dicho Conservatorio a la Municipalidad de la Ciudad de Buenos Aires.  . El Ciclo Superior de la Institución permaneció en la órbita del Ministerio Nacional de Cultura y Educación.
En los últimos años, administrativa y jerárquicamente, estuvo inscrito en el sistema universitario argentino (IUNA).  Su sede se encuentra en la avenida Córdoba 2445, capital federal.
Luego el Ex.-Conservatorio Nacional de Música y Arte Escénico Carlos López Buchardo, que se dividió en dos por Decreto del Ejecutivo pasando a la Ciudad de Buenos Aires una parte y tomando el nombre del Conservatorio Superior de Música de la Ciudad de Buenos Aires "Astor Piazzolla”  (Sarmiento 3401, Almagro, CABA).- Este último toma nivel inicial -denominado Iniciación Musical y formado por dos años de estudios- y el llamado Primer Ciclo o Ciclo Elemental -constituido por los siguientes cuatro años de estudios y el primero se queda con los ciclos Superiores, de Arte, ubicado en la Av.Córdoba 2445.-